# Myrmecaelurus oblitus
Myrmecaelurus oblitus is een insect uit de familie van de mierenleeuwen (Myrmeleontidae), die tot de orde netvleugeligen (Neuroptera) behoort. 
Myrmecaelurus oblitus is voor het eerst wetenschappelijk beschreven door Navás in 1925.